# Фридман, Леонид
Леонид Фридман (1908—1979) — французский и бельгийский скульптор и художник русского происхождения.
Родился в России в 1908 году. Его семья эмигрировала в Бельгию. В начале своей карьеры он работал скульптором, затем, в 1936 году обратился к живописи. С 1950 года он жил в Париже и выставлял свои работы на Осеннем салоне и Салоне Независимых.